# Psychotria laselvensis
Psychotria laselvensis är en måreväxtart som beskrevs av Clement W. Hamilton. Psychotria laselvensis ingår i släktet Psychotria och familjen måreväxter. Inga underarter finns listade i Catalogue of Life.